# San Antonio Tlayacapan
San Antonio Tlayacapan es una localidad mexicana ubicada en el estado de Jalisco, dentro del municipio de Chapala.

## Geografía
La localidad de San Antonio Tlayacapan está ubicada en el suroeste del municipio de Chapala, limitando al norte con la sierra El Tecuán; al este con el cerro Chico y el cerro Grande; al sur con el lago de Chapala; y al oeste con la localidad de Ajijic.

## Demografía
De acuerdo con el Censo de Población y Vivienda realizado en marzo de 2020 por el Instituto Nacional de Estadística y Geografía (INEGI), en la localidad de San Antonio Tlayacapan había un total de 6616 habitantes, siendo 3496 mujeres y 3120 hombres. El número promedio de ocupantes por vivienda es de 2.57 personas, habiendo un total de 2551 viviendas particulares habitadas.

### Evolución demográfica
En el primer censo realizado en San Antonio Tlayacapan, la localidad tenía 582 habitantes. En el año 1900, la localidad quedó conurbada con Ajijic, separándose de dicha localidad en 2005.

## Escuelas
La población cuenta con escuelas de todos los niveles de educación tanto públicas como privadas.
- Escuela Primaria Cuauhtémoc
- Escuela Secundaria Foránea #75 Francisco Rodriguez Gomez
- Instituto Loyola
- Conalep 281 Ajijic-Chapala
- Instituto Tecnológico Mario Molina Campus Chapala